# Unterseeboot 15 (1936)
Pour les articles homonymes, voir Unterseeboot 15.
Le Unterseeboot 15 ou U-15 est un sous-marin allemand (U-Boot) de type II.B utilisé par la Kriegsmarine pendant la Seconde Guerre mondiale.
Comme les sous-marins de type II étaient trop petits pour des missions de combat dans l'océan Atlantique, il est affecté dans la Mer du Nord et dans la Mer Baltique.

## Présentation
Mis en service le 7 mars 1936, l'U-15 a servi comme sous-marin d'active pour les équipages de 1935 à 1939 au sein de la Unterseebootsflottille "Weddigen". Il réalise sa première patrouille, quittant le port de Wilhelmshaven, le 25 août 1939, sous les ordres du Kapitänleutnant Heinz Buchholz.
Sa cinquième et dernière patrouille le fait prendre la mer à  partir de Wilhelmshaven sous les ordres du Kapitänleutnant Peter Frahm le 29 janvier 1940. Le lendemain, le 30 janvier 1940, l'U-15 est coulé dans la Mer du Nord à Hoofden, après avoir été percuté par erreur par le torpilleur allemand Iltis. Les 25 membres d'équipage meurent dans cet accident.

## Affectations
- Unterseebootsflottille "Weddigen" du 1er mars 1936 au 1er août 1939 à Kiel (service active)
- Unterseebootsflottille "Weddigen" du 1er septembre au 31 décembre 1939  à Kiel (service active)
- 1. Unterseebootsflottille du 1er au 30 janvier 1940 à Kiel (service active)

## Commandements
- Kapitänleutnant Werner von Schmidt du 30 septembre 1935 au 1er octobre 1937
- Kapitänleutnant Hans Cohausz du 16 mai au 2 août 1936
- Kapitänleutnant Heinz Buchholz du 1er octobre 1937 au 26 octobre 1939
- Kapitänleutnant Peter Frahm du 27 octobre 1939 au 30 janvier 1940

## Navires coulés
L'Unterseeboot 15 a coulé 3 navires marchands ennemis pour un total de 4 532 tonneaux au cours des 5 patrouilles (53 jours en mer) qu'il effectua.
| Date              | Nom      | Nationalité | Tonnage (GRT) | Fait  |
| ----------------- | -------- | ----------- | ------------- | ----- |
| 10 septembre 1939 | Goodwood | Royaume-Uni | 2 796         | Coulé |
| 21 octobre 1939   | Orsa     | Royaume-Uni | 1 478         | Coulé |
| 28 décembre 1939  | Resercho | Royaume-Uni | 258           | Coulé |

### Sources
- (en) Cet article est partiellement ou en totalité issu de l’article de Wikipédia en anglais intitulé « German submarine U-15 (1936) » (voir la liste des auteurs).